# Hoffeld (Holstein)
Hoffeld er en by og kommune i det nordlige Tyskland, beliggende i Amt Bordesholm i den sydøstlige del af Kreis Rendsborg-Egernførde. Kreis Rendsborg-Egernførde ligger i den centrale del af delstaten Slesvig-Holsten.

## Geografi
Hoffeld er en kommune med spredt bebyggelse mellem flere skovområder. Den ligger 11 km nord for Neumünster og 15 km syd for Kiel mellem Bundesautobahn 215 og den tidligere Bundesstraße 4.